# Matrículas automovilísticas de Bolivia

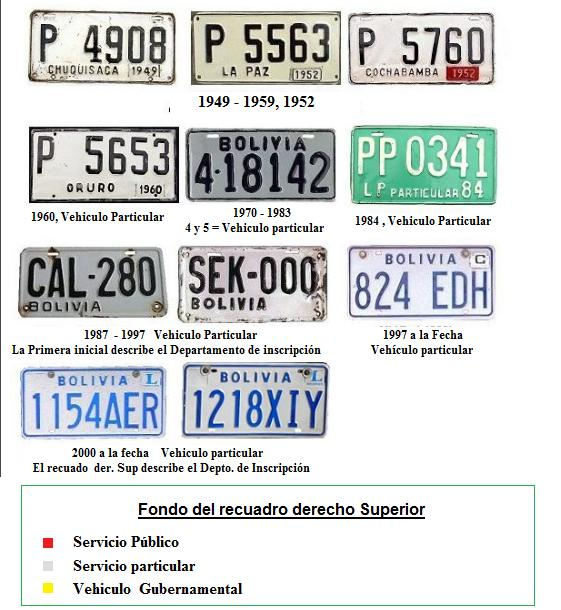
Diferentes formatos de las placas automovilísticas bolivianas.

Las actuales matrículas vehiculares en Bolivia, conocidas comúnmente como placa, son matrículas con una combinación única de letras y números para identificar individualmente a cada vehículo registrado en el país.

## Formatos

### Formato antiguo (antes de 1987)
El sistema anterior de matrículas de Bolivia, usado hasta enero de 1987, tenía formato americano al igual que el actual, con el nombre del país; "BOLIVIA" en la parte inferior izquierda de la matrícula con una configuración de tres números y tres letras. La primera letra indicaba el departamento y la segunda letra indicaba el tipo de vehículo (A-Coche, C-Camión, T-Coche público, etc.). El color de la matrícula indicaba el tipo de vehículo que era. Caracteres negros sobre fondo blanco para vehículos privados, negro sobre amarillo para vehículos del gobierno y blanco sobre rojo para vehículos de servicio público.

### Formato actual 1000AAA (1999-presente)

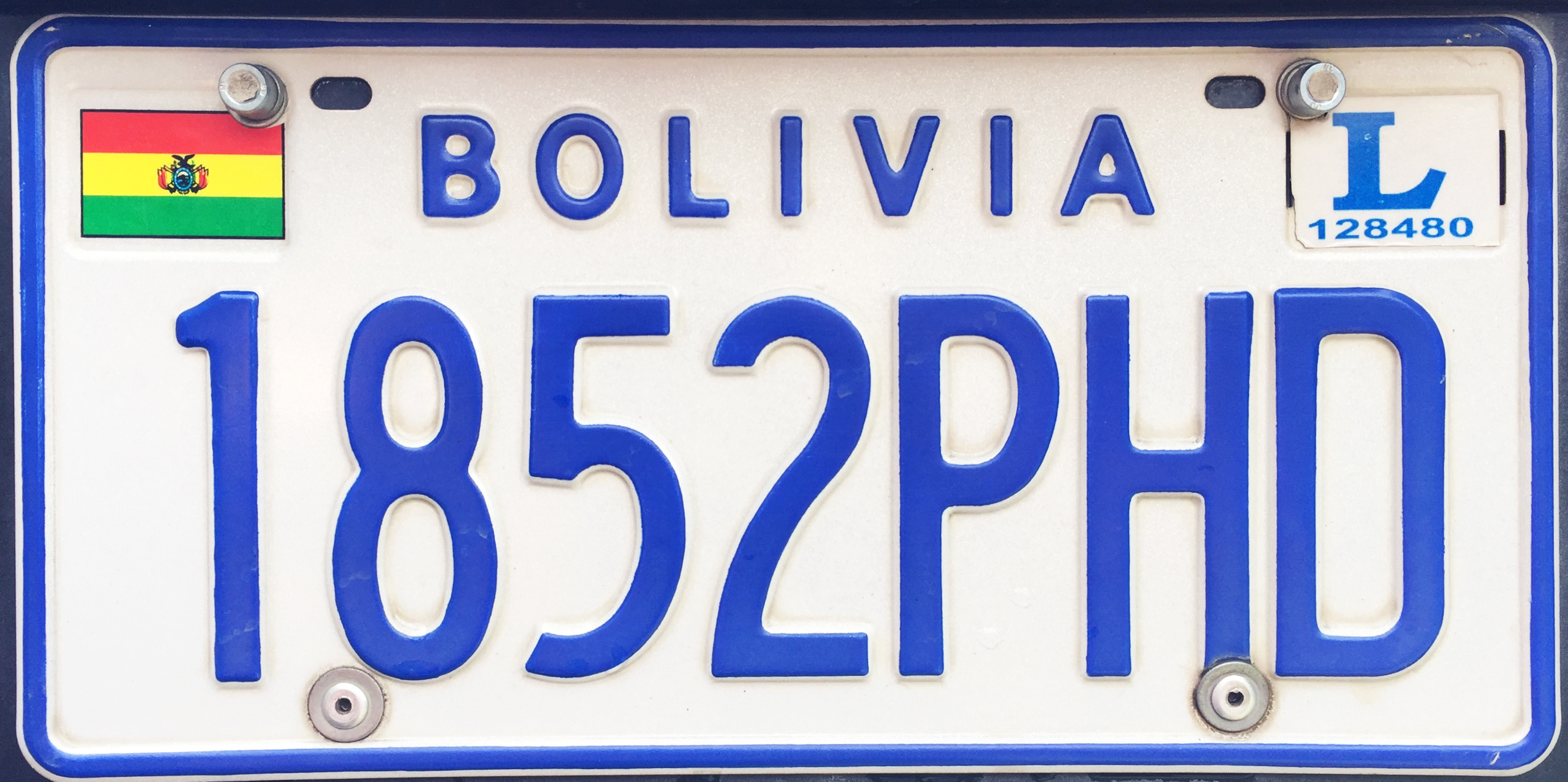
Actual formato de la placa boliviana.

Contiene caracteres y recuadros de color azul en fondo blanco. Consta de la inscripción "BOLIVIA" en la parte superior, y un pequeño recuadro a su derecha indica el departamento de inscripción del vehículo. En el recuadro se encuentra una letra, que representa cada departamento del país de la siguiente manera:
| Letra | Departamento |
| ----- | ------------ |
| B     | Beni         |
| C     | Cochabamba   |
| H     | Chuquisaca   |
| L     | La Paz       |
| N     | Pando        |
| O     | Oruro        |
| P     | Potosí       |
| S     | Santa Cruz   |
| T     | Tarija       |

Por lo general en el recuadro superior izquierdo lleva la bandera de Bolivia, si bien esto no se evidencia en muchas placas actuales.
El tipo de servicio queda descrito con el fondo del recuadro.
(Rojo: Servicio Público, Blanco: Servicio Particular, Amarillo: Vehículo Gubernamental.)
La numeración consiste en el PTA (Póliza Titularizada del Vehículo) que es emitida para cada vehículo por una sola vez. Consta de 3 o 4 números y 3 letras, iniciando la numeración en los vehículos más antiguos 0XX AAA y finalizando en los vehículos más nuevos 63XX AAA (septiembre de 2023).

### Formato estándar para el Mercosur

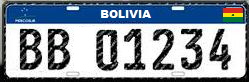
Placa boliviana del Mercosur.

En octubre de 2014, en el Salón Libertador del Palacio San Martín de Buenos Aires, se presentó la nueva Patente Única del Mercosur. Se esperaba que desde el 1 de enero de 2016 se utilice esta nueva placa en los países miembros.
En Bolivia se utilizará para la nueva patente el formato AB 12345.

## Formatos especiales
Quedan exentos del anterior formato los vehículos del Cuerpo Diplomático, Cuerpo Consular, Organizaciones No Gubernamentales, Misión Internacional, Gobierno Departamental y algunos vehículos de la Policía, Fuerzas Armadas y Servicios de emergencia.
- Cuerpo Diplomático: fondo blanco y letras rojas XX CD XX.
- Cuerpo Consular: fondo azul y letras blancas XX CC XX.
- Organismos Internacionales: fondo verde y letras blancas XX OI XX.
- Organismos No Gubernamentales: fondo negro y letras blancas XX NG XX.
- Misiones Internacionales: fondo amarillo con letras negras XX MI XX.

Todos estos vehículos llevan la inscripción BOLIVIA en la parte superior.
Algunos vehículos policiales y de bomberos presentan el siguiente formato: PNX 123 y la inscripción POLICÍA NACIONAL en la parte inferior (X refiriéndose al departamento, ejemplo: PNL 456 que corresponde a un patrullero).
Las fuerzas armadas llevan dos formatos:
- El primero corresponde a vehículos de campaña, tanques y blindados. Lleva el siguiente formato: EB 1234-56, FAB 1234-56 y ARB 1234-56 pintado en la carrocería con color blanco.
- El segundo formato corresponde a vehículos utilitarios y de servicio con el siguiente formato: EBJ 123 (Ejército) y FAX 123 (X según departamento) correspondiente a la Fuerza Aérea, ambos con la inscripción BOLIVIA en el costado inferior izquierdo. Los vehículos de la Armada Boliviana usan el formato PTA.